# Kynö
Kynö (kihnumål Kihnumua, estniska: Kihnu, tyska: Kühnö) är en ö i landskapet Pärnumaa utanför Estlands sydvästkust. Den ligger mellan Pärnu och Runö, 150 km söder om huvudstaden Tallinn. Det är den största ön i Rigabukten och Estlands sjunde största ö. Arean är 16,38 kvadratkilometer.
Till fastlandet kan man ta sig med färja till och från Pärnu, eller vintertid över isen. Ön har haft estlandssvensk befolkning och det estlandssvenska uttalet på öns namn är k:ine.
Kynö utgör en egen kommun, Kynö kommun, som omfattar förutom huvudön även några mindre öar, däribland Sangõ och Umalaid som ligger nordväst om Kynö samt Kakrasiär som skjuter ut som ett långsmalt rev nordost om Kynö. År 2017 bodde 686 personer i kommunen, varav alla på huvudön.

## Geografi
På Kynö finns fyra byar: Linaküla (centralort), Lemsi, Rootsiküla (estniska för "Svenskbyn") och Sääre. 
Terrängen på Kynö är mycket platt. Öns högsta punkt är 9 meter över havet. Den sträcker sig 7 kilometer i nord-sydlig riktning, och 4 kilometer i öst-västlig riktning.
Vid Kynö södra udde, som benämns Pitkana ots, står fyren Kihnu tuletorn. Utanför Lemsi på öns östsida ligger udden Laoba nina. Från udden i nordost, som benämns Pilliots, sträcker sig det fyra kilometer långa revet Kakrasiär ut i sundet Kihnu väin (Kynö sund) som skiljer Kynö från Mannö och det estländska fastlandet i norr.

## Kulturarv
Den traditionella kulturen på Kynö utropades år 2003 av Unesco till ett av mänsklighetens immateriella mästerverk genom programmet Proclamation of the Masterpieces of the Oral and Intangible Heritage of Humanity. Enligt Unesco har öns kulturella uttryck och jordbrukstraditioner till stor del vidmakthållits av kvinnorna, medan männen har varit fiskare och säljägare. Till de kulturella uttryck som Unesco uppmärksammat hör sång, dans, lekar, bröllopstraditioner och hantverk. Framför allt påpekas att Kynös sångrepertoar innehåller kalevalametrisk runosång med förkristen tematik. Ett kännetecken för Kynö är kvinnornas klädesdräkt, som är gjord av ull i starka färger, med kraftiga ränder och broderier. I november 2008 upptogs Kynös traditionella kultur också på Unescos lista Representational List of the Intangible Cultural Heritage of the Humanity och är därmed ett officiellt immateriellt kulturarv på motsvarande sätt som de världsarv som utnämns av Unesco.

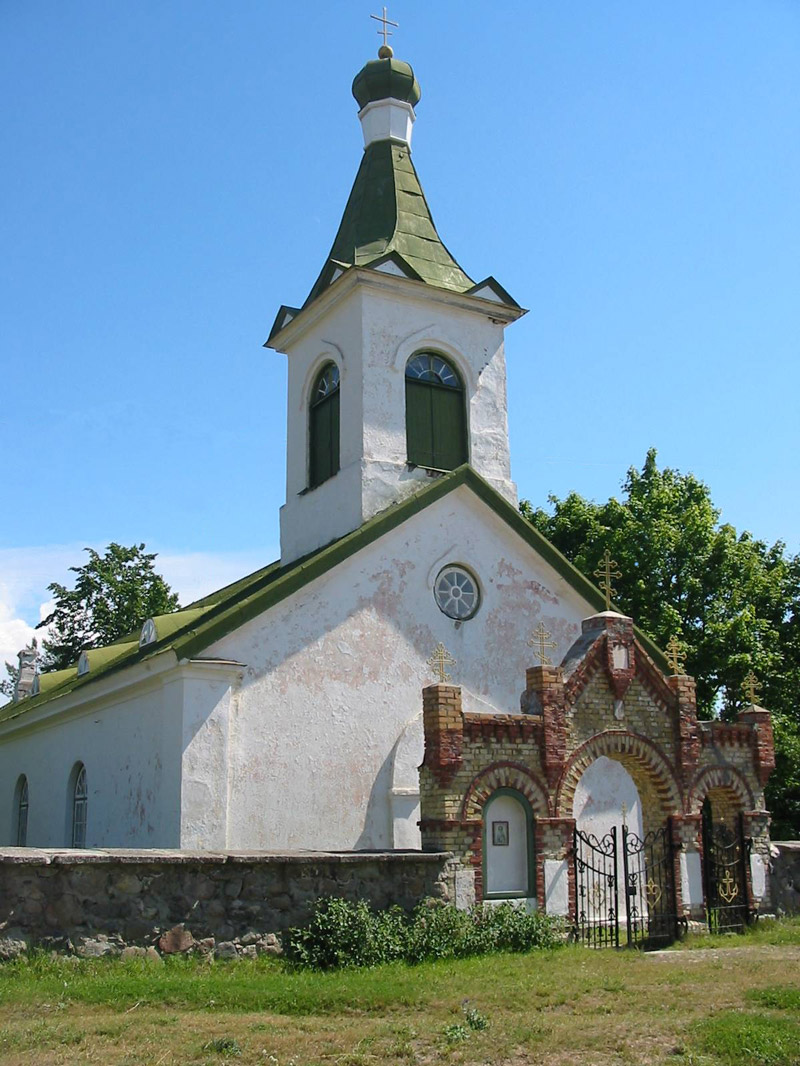
Kyrkan
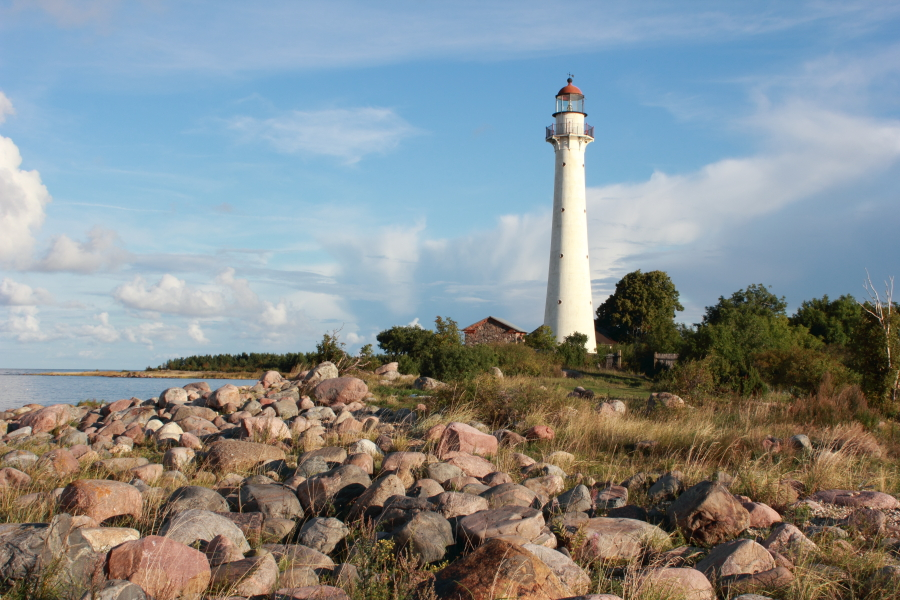
Öns fyr, Kihnu tuletorn.
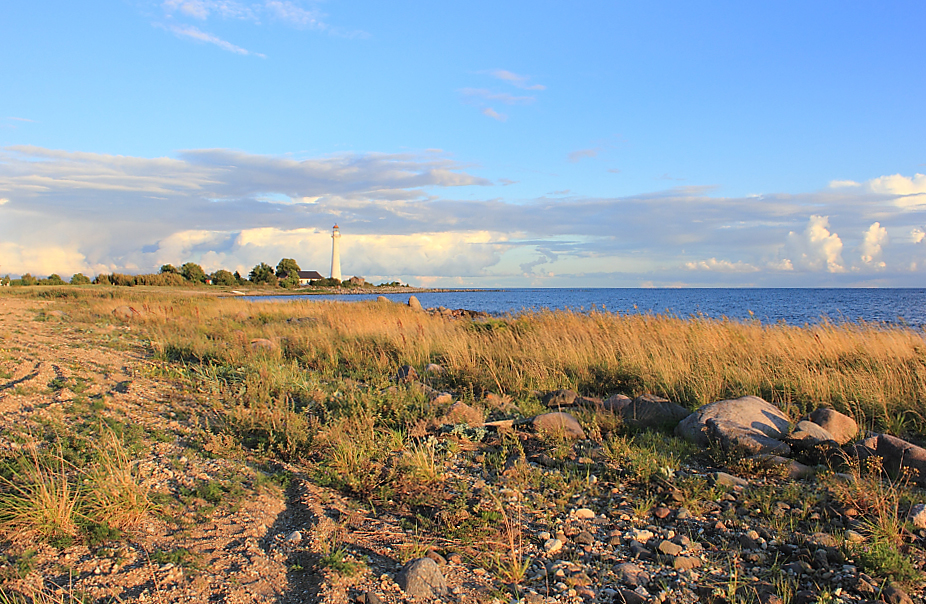
Vid stranden
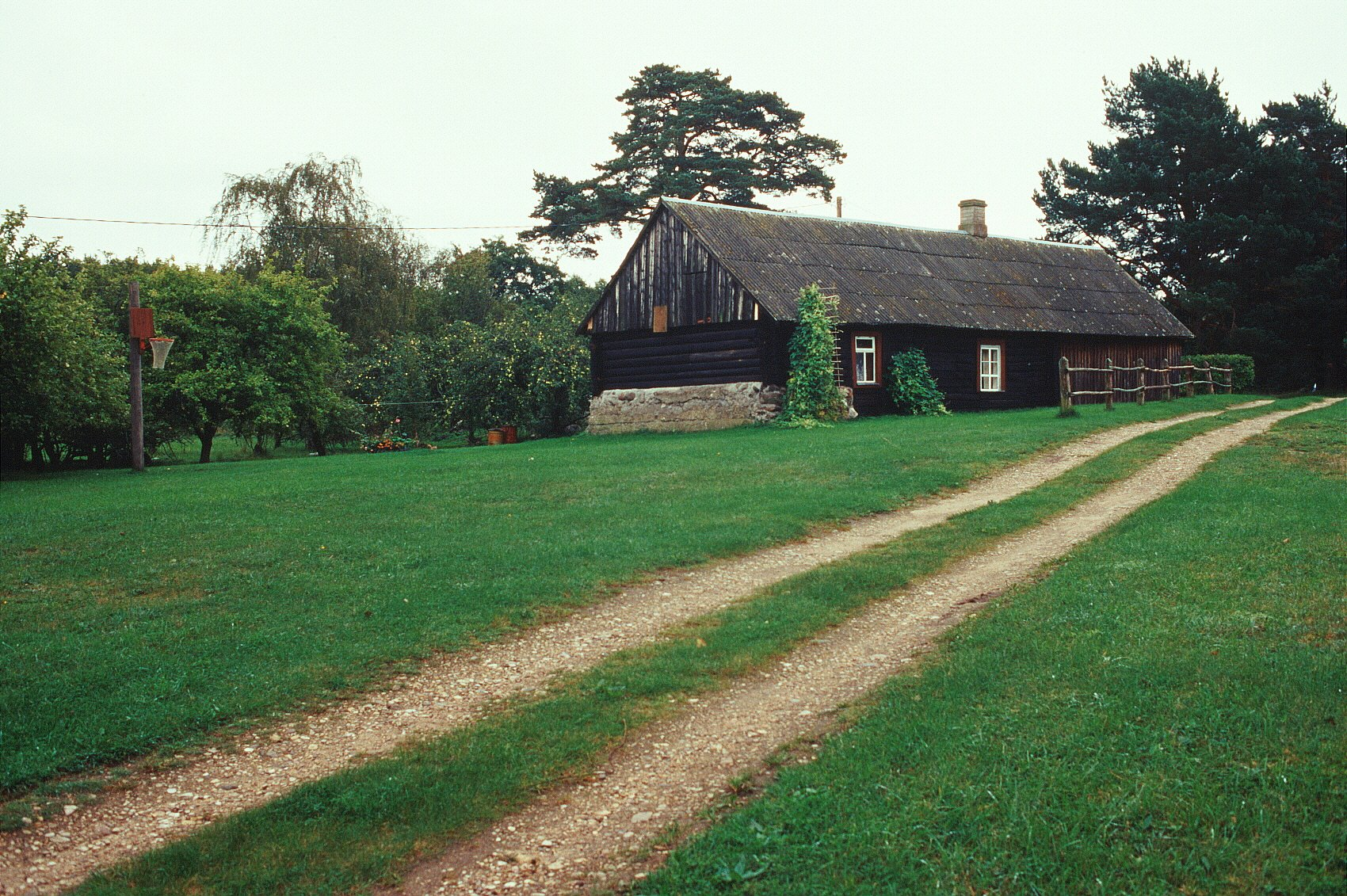
Traditionellt hus